# Różnice między świętymi w dniach ostatnich
Lista różnic między wybranymi denominacjami ruchu świętych w dniach ostatnich zwanych mormonami.
| Nauka                                         | Kościół Jezusa Chrystusa Świętych w Dniach Ostatnich | Społeczność Chrystusa  | Kościół Chrystusa – Obszar Świątyni | Fundamentalistyczny Kościół Jezusa Chrystusa Świętych w Dniach Ostatnich |
| --------------------------------------------- | ---------------------------------------------------- | ---------------------- | ----------------------------------- | ------------------------------------------------------------------------ |
| Liczba członków (około)                       | 16 100 000                                           | 250 000                | 5 000                               | 10 000                                                                   |
| Rada Prezydenta Kościoła / Pierwsze Prezydium | T                                                    | T                      | N                                   | T                                                                        |
| Wyższe kapłaństwo                             | T                                                    | T                      | N                                   | T                                                                        |
| Kworum dwunastu                               | T                                                    | T                      | T                                   | T                                                                        |
| Patriarchowie                                 | T                                                    | (zwani Ewangelistami)  | N                                   | T                                                                        |
| Prezydent na czele Kościoła                   | T                                                    | T                      | N                                   | T                                                                        |
| Dwunastu Apostołów na czele Kościoła          | N                                                    | N                      | T                                   | N                                                                        |
| Prorocy                                       | T                                                    | T                      | T                                   | T                                                                        |
| Biblia                                        | T                                                    | T                      | T                                   | T                                                                        |
| Księga Mormona                                | T                                                    | T                      | T                                   | T                                                                        |
| Nauki i Przymierza                            | T                                                    | T                      | N                                   | T                                                                        |
| Perła Wielkiej Wartości                       | T                                                    | N                      | N                                   | T                                                                        |
| Natchniony Przekład Biblii                    | N                                                    | T                      | N                                   | N                                                                        |
| Księga Przykazań                              | N                                                    | N                      | Fragmenty                           | T                                                                        |
| Chrzest                                       | T                                                    | T                      | T                                   | T                                                                        |
| Chrzest za zmarłych                           | T                                                    | N                      | N                                   | T                                                                        |
| Obdarowanie                                   | T                                                    | N                      | N                                   | T                                                                        |
| Małżeństwo na wieczność                       | T                                                    | N                      | N                                   | T                                                                        |
| Wieczny postęp                                | T                                                    | N                      | N                                   | T                                                                        |
| Bóg Ojciec posiada ciało                      | T                                                    | N                      | N                                   | T                                                                        |
| Adam był Bogiem Ojcem                         | N                                                    | N                      | N                                   | T                                                                        |
| Pojednanie przez krew                         | N                                                    | N                      | N                                   | T                                                                        |
| Poligamia                                     | N                                                    | N                      | N                                   | T                                                                        |
| Czarnoskórzy mogą być kapłanami               | T                                                    | T                      | T                                   | N                                                                        |
| Świątynia w Syjonie (Missouri)                | T                                                    | Świątynia Independence | T                                   | T                                                                        |
| Inne świątynie                                | T                                                    | Świątynia Kirtland     | N                                   | Eldorado                                                                 |